# Bill Neilson

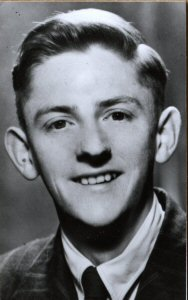
Bill Neilson (1946)

William „Bill“ Arthur Neilson AC (* 27. August 1925 in Hobart, Tasmanien; † 9. November 1989) war ein australischer Politiker der Australian Labor Party (ALP), der zwischen 1975 und 1977 Premierminister von Tasmanien war.

## Leben

### Abgeordneter und Minister
Neilson wurde als Kandidat der Australian Labor Party am 23. November 1946 im Wahlkreis Franklin erstmals zum Mitglied des Repräsentantenhauses (Tasmanian House of Assembly), dem Unterhaus des tasmanischen Parlaments, gewählt und gehörte diesem bis zu seinem Mandatsverzicht am 1. Dezember 1977 an. Bei seiner ersten Wahl war er gerade 21 Jahre alt und hielt über mehrere Jahre den Rekord als jüngstes Parlamentsmitglied.
Zehn Jahre später wurde er am 23. Oktober 1956 von Premierminister Robert Cosgrove als Minister für Tourismus und Einwanderung (Minister for Tourism and Immigration) sowie kommissarischer Forstwirtschaftsminister (Minister administering the Forestry Department) in eine Regierung des Bundesstaates berufen und bekleidete diese Ämter bis zum 22. Juli 1958. Zugleich war er vom 22. Juli bis zum 28. Oktober 1958 Generalstaatsanwalt (Attorney General).
In der Regierung von Cosgroves Nachfolger, Eric Reece, übernahm Neilson am 26. August 1958 das Amt des Bildungsministers (Minister for Education) und behielt diesen Ministerposten elf Jahre lang bis zum Ende der Amtszeit von Reece am 26. Mai 1969. Zugleich war er vom 9. April bis zum 12. Mai 1959 auch noch kurzzeitig Finanzminister (Treasurer).
Nachdem Reece nach dem Wahlsieg der Labor Party bei den Parlamentswahlen vom 22. April 1972 erneut Premierminister geworden war, übernahm Neilson am 3. Mai 1972 erneut das Amt des Bildungsministers und bekleidete dieses bis zum 17. April 1974. Zugleich fungierte er zwischen dem 3. Mai und dem 8. Mai 1972 auch als kommissarischer Minister für Tourismus und Einwanderung. Im Rahmen einer Kabinettsumbildung wurde er 12. April 1974 erneut Generalstaatsanwalt und übernahm am 17. April 1974 zugleich die Ämter als Vize-Premierminister sowie als Umweltminister (Minister for the Environment) und kommissarischer Minister für Polizei und Lizenzierungen (Minister administering the Police Department and Licensing).

### Premierminister
Am 31. März 1975 wurde Neilson schließlich Nachfolger von Reece als Premierminister und als Vorsitzender der Labor Party Tasmaniens und bekleidete dieses Amt bis zu seinem Rücktritt am 1. Dezember 1977. Daneben fungierte er vom 31. März 1975 bis zum 1. Dezember 1977 auch als Finanzminister.
Bei den Parlamentswahlen vom 11. Dezember 1976 erzielte die Labor Party 123.386 Stimmen (52,48 Prozent) und konnte trotz des Verlusts von zwei Mandaten mit 18 Sitzen ihre absolute Mehrheit im 35-köpfigen House of Assembly knapp verteidigen. Die oppositionelle Liberal Party of Australia unter Max Bingham errang 104.613 Stimmen (44,49 Prozent) und konnte ihre Parlamentssitze um drei Mandate auf 17 verbessern. 
Nach der Wahl übernahm Neilson am 22. Dezember 1976 auch die Ämter als Minister für Bundesangelegenheiten (Minister for Federal Affairs) sowie als Minister für Planung und Entwicklung (Minister for Planning and Development) und bekleidete auch diese beiden Ämter bis zum Ende seiner Amtszeit am 1. Dezember 1977. Für seine politischen Verdienste wurde er am 23. November 1977 Companion des Order of Australia.
Nach seinem Rücktritt am 1. Dezember 1977 wurde der bisherige Vize-Premierminister Doug Lowe sein Nachfolger und wurde mit 35 Jahren der bislang jüngste Premierminister des Bundesstaates. Zugleich wurde er auch Nachfolger als Vorsitzender der Labor Party Tasmaniens.
Nach seinem Ausscheiden aus dem House of Assembly wurde er Generalvertreter (Agent General) von Tasmanien im Großbritannien. Später arbeitete er während der 1980er Jahre als Theaterkritiker für die in Hobart erscheinende Tageszeitung The Mercury.